# WWF Canadian Championship
El WWF Canadian Championship fue un campeonato de lucha libre profesional de la promoción International Wrestling con base en Montreal. Aquella promoción pasó a manos de la World Wrestling Federation en 1985, para luego ser retirado en 1986. El campeonato ha recibido otros nombres debido a su localización, como WWF Quebec Championship y WWF Montreal Championship.

## Campeones

### Lista de campeones
|   | Luchador   | N.º | Fecha                | Días | Lugar                    | Notas y referencias                                   |
| - | ---------- | --- | -------------------- | ---- | ------------------------ | ----------------------------------------------------- |
| 1 | Dino Bravo | 1   | 18 de agosto de 1985 | 157  | Montreal, Quebec, Canadá | [ 4 ]                                                 |
| — | Abandonado | —   | 22 de enero de 1986  | —    |                          | El título fue retirado cuando Dino Bravo dejó la WWF. |